# الرفاع (قطر)
الرفاع یک منطقهٔ مسکونی در قطر است که در شهرداری دوحه واقع شده‌است. الرفاع ۰٫۳۵ کیلومتر مربع مساحت دارد.